# Lorenza Lei
Lorenza Lei, née le 15 février 1960 à Bologne, est une dirigeante d'entreprise publique italienne. Elle est la directrice générale de la RAI entre mai 2011 et juin 2012. Mauro Masi la précède et Luigi Gubitosi lui succède.

## Sources
- (it) Cet article est partiellement ou en totalité issu de l’article de Wikipédia en italien intitulé « Lorenza Lei » (voir la liste des auteurs).